# Axente Secula
Axente Secula (n secolul al XIX-lea – d. 1962, Blaj, RPR) a fost un deputat în Marea Adunare Națională de la Alba Iulia, organismul legislativ reprezentativ al „tuturor românilor din Transilvania, Banat și Țara Ungurească”, cel care a adoptat hotărârea privind Unirea Transilvaniei cu România, la 1 decembrie 1918.:p. 77

## Biografie
Axente Secula a absolvit Școala superioară  la Viena. A fost un proprietar, comandant de campanie în Primul Război Mondial. A decedat la Blaj în anul 1962.

## Activitate politică
Axente Secula a fost membru al P.N.R. și al Gărzii Naționale Române locale. A fost ales delegat din partea cercului Șiria, comitatul Arad, (azi județul Arad) la Marea Adunare Națională de la Alba Iulia din 1 decembrie 1918. După 1945 a avut domiciliu forțat la Blaj.